# 好萊塢鎮區 (明尼蘇達州卡弗縣)
好萊塢鎮區（英語：Hollywood Township）是位於美國明尼蘇達州卡弗縣的一個行政鎮區。

## 地方資料
好萊塢鎮區的面積為93.50平方千米，當中陸地面積為93.20平方千米，而水域面積為0.30平方千米。根據2020年美國人口普查的數據，當地共有人口1058人，而人口密度為每平方千米11.32人。